# 戈里齐亚伯国
戈里齐亚伯国（義大利語：Contea di Gorizia），从1365年起，戈里齐亚伯国是神圣罗马帝国的一个邦国。戈里齐亚伯爵（Meinhardiner）最初是阿奎莱亚宗主教区的地方长官（Vogts），他们定居在戈里齐亚，统治着利恩茨地区和意大利东北部的弗留利地区的几块领地。
1253年，戈里齐亚伯爵继承了蒂罗尔伯国，1271年起蒂罗尔由戈里齐亚-蒂罗尔分支统治，该分支于1335年绝嗣。戈里齐亚主支直到1500年绝嗣前一直统治着戈里齐亚和利恩茨的共同土地，之后这些土地最终被奥地利哈布斯堡家族收回。

## 历史

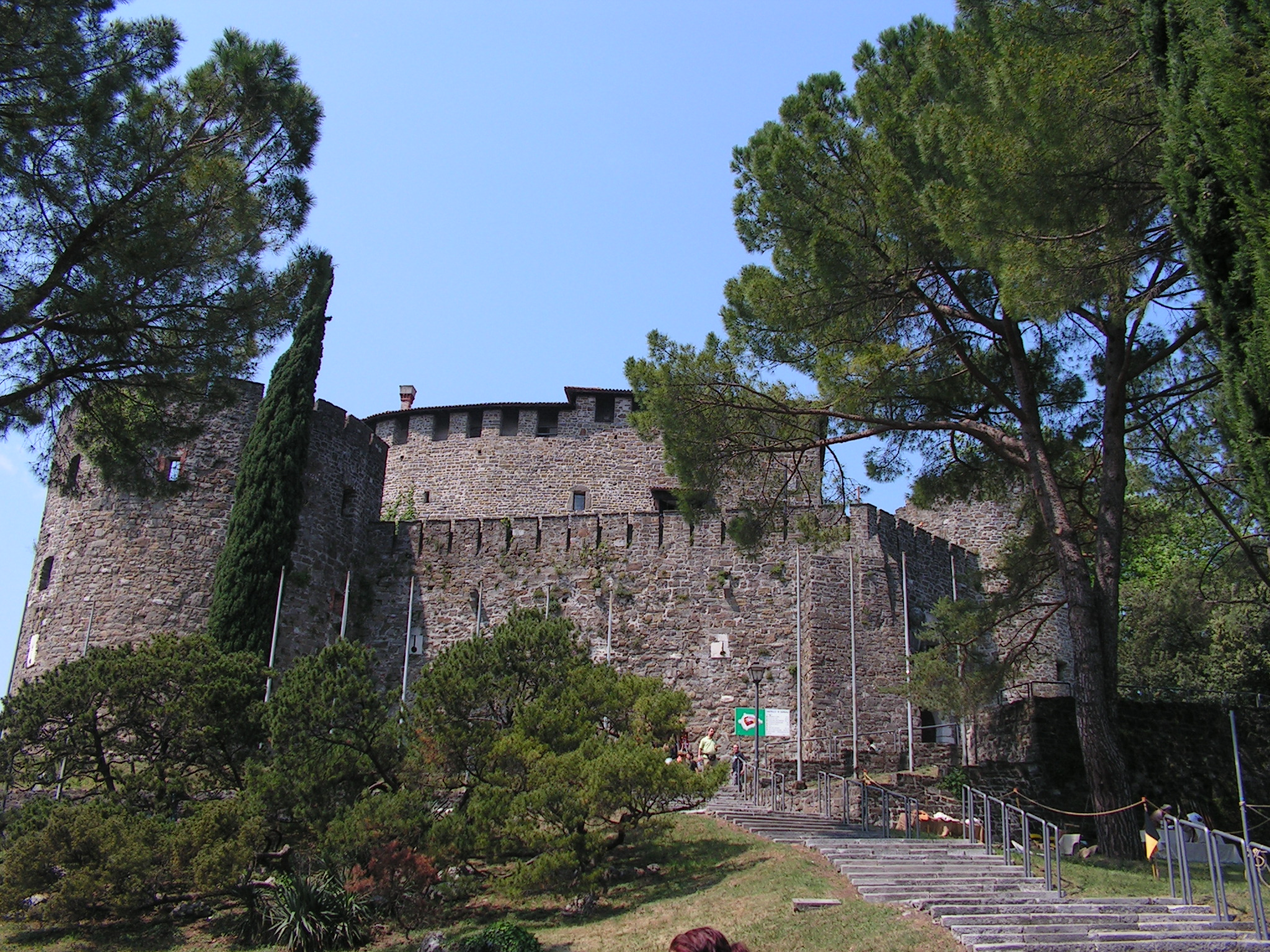
戈里齐亚城堡

迈因哈德伯爵拥有巴伐利亚公国利恩茨周围的财产。同时作为阿奎莱亚宗主教区的地方长官，他被赐予包括戈里齐亚镇在内的大庄园，并从1127年开始自称戈里齐亚伯爵（Graf von Görz）。
在接下来的四个世纪中，由于与阿奎莱亚和其他伯国的频繁战争，该伯国的边界发生了频繁的变化，但同时也将领土分为两个主要核心：一个是围绕着德拉瓦河上游的巴伐利亚祖籍利恩茨到普斯特山谷的圣坎迪多，另一个以弗留利的戈里齐亚为中心。

### 戈里齐亚-蒂罗尔
戈里齐亚的迈因哈德三世伯爵是霍亨斯陶芬皇帝腓特烈二世的追随者，在巴本堡王朝覆灭后，于1248年被任命为施蒂利亚的行政长官。他在相邻的卡林西亚公国作战，但于1252年在格赖芬堡被伯恩哈德·冯·斯潘海姆公爵和他儿子萨尔茨堡大主教菲利普的军队击败了。一年后当迈因哈德三世从他的岳父阿尔伯特四世伯爵那继承了蒂罗尔伯国时，伯国达到了其权力的顶峰。

迈因哈德三世伯爵于1258年去世，起初他的儿子们共同执政，但到1271年他们将遗产分割。年长的因哈德四世拿走了普斯特河谷以西的提洛尔人的土地，而他的弟弟阿尔伯特则保留了利恩茨和戈里齐亚周围的迈因哈德祖传土地。在他死后，戈里齐亚伯国又被他的儿子们划分为由亨利三世统治的位于戈里齐亚的"内伯国"，而位于利恩茨周围的"外伯国"由阿尔伯特二世统治。当亨利三世伯爵在1323年被暗杀时，戈里齐亚的土地被分割成四个国家。戈里齐亚伯爵暂时控制了意大利的特雷维索边区（Marca Trevigiana）和帕津（Mitterburg）周围的伊斯特利亚边区，1365年戈里齐亚的阿尔伯特三世伯爵将其遗赠给哈布斯堡家族。

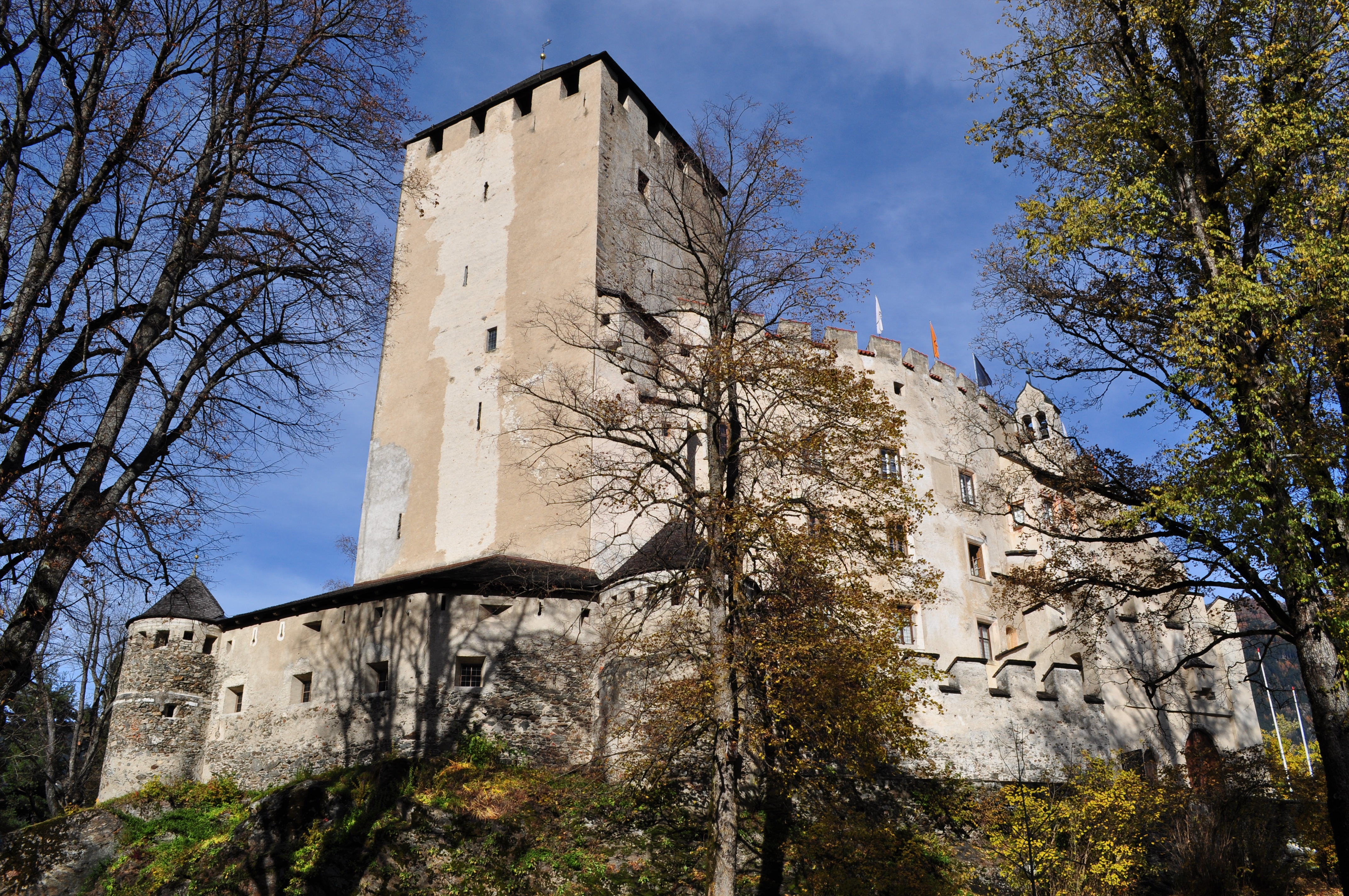
布鲁克城堡，利恩茨

同年，卢森堡皇帝查理四世授予戈里齐亚的迈因哈德六世伯爵爵位，该县名为 Gefürstete Grafschaft Görz。 然而，在他们强大的邻居——哈布斯堡王朝的奥地利和威尼斯共和国的影响下，迈因哈德家族的地位急剧下降。在哈布斯堡王朝于1335年通过卡尼奥拉边区获得卡林西亚公国和于 1363年获得蒂罗尔伯国之后，利恩茨剩余的戈里齐亚土地成为他们身边的一根刺，分隔了王朝的“世袭土地”。 与此同时，威尼斯已经征服了弗留利的前宗主教领地，1434年这些领地被并入了Domini di Terraferma。迫于压力，戈里齐亚伯爵在利恩茨的布鲁克城堡定居。

### 哈布斯堡

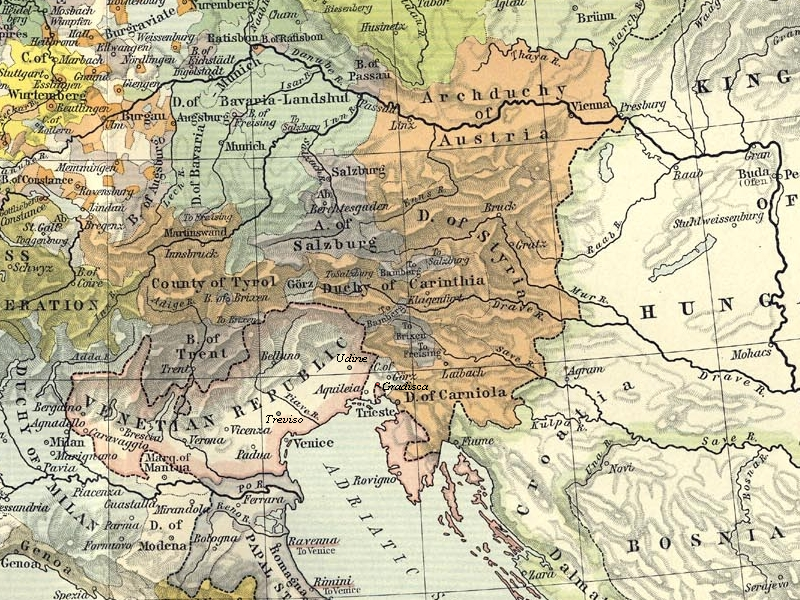
内戈里齐亚和外戈里齐亚领土（白色），15 世纪后期

1429 年伯国在亨利六世伯爵的统治下重归统一。他的儿子，最后一位伯爵莱昂哈德于1500 年去世，尽管威尼斯提出了宣称，但根据一份继承契约，该伯国落入了哈布斯堡王朝皇帝马克西米利安一世的手中。